# Grote koekoekshommel
De grote koekoekshommel (Bombus vestalis) is een insect dat behoort tot de familie bijen en hommels en het geslacht van de hommels (Bombus). De grote koekoekshommel komt voor in delen van Europa, het Midden-Oosten en Azië. In België en Nederland is de hommel algemeen en komt overal voor. De grote koekoekshommel wordt net als andere koekoekshommels ook wel tot het ondergeslacht Psithyrus gerekend.

## Uiterlijke kenmerken
De grote koekoekshommel bereikt een lichaamslengte van 15 tot 22 millimeter, alleen het vrouwtje bereikt echter een lengte van meer dan twee centimeter. De vleugelspanwijdte of vlucht van het vrouwtje is tot 27 millimeter. De mannetjes zijn aanzienlijk kleiner en hebben een lichaamslengte van maximaal 16 millimeter. De grote koekoekshommel heeft een overwegend zwarte kleur. De haren op het borststuk vormen een oranje band. De haren aan het uiteinde van het achterlijf zijn echter wit van kleur. De vrouwtjes worden niet alleen groter dan de mannetjes maar hebben daarnaast langere voelsprieten.
De grote koekoekshommel vertoont gelijkenissen met de tweekleurige koekoekshommel (Bombus bohemicus). De soorten verschillen echter wat betreft de lichaamslengte, de vorm van de voortplantingsorganen en de lengte van de antennes.

## Verspreiding
De grote koekoekshommel komt voor in delen van Europa en noordelijk Afrika. In Europa komt de soort voor tot in delen van Scandinavië en in het oostelijke deel van het verspreidingsgebied is de soort te vinden tot Iran. De grote koekoekshommel komt ook voor in delen van het geïsoleerde Groot-Brittannië. De soort is in Schotland echter pas waargenomen sinds 2009 terwijl de soort in omringende landen als Engeland en Wales al langere tijd algemeen voorkomt.

## Ecologie
De grote koekoekshommel is een zogenaamde broedparasiet die geen eigen nest bouwt maar de nesten van andere hommels binnendringt en vervolgens eieren afzet. Er zijn alleen vrouwtjes en mannetjes en er is dus geen koningin zoals bij andere hommels voorkomt.
De grote koekoekshommel is alleen succesvol als een jong nest zonder werksters wordt bezocht. Bij een hommelkolonie die al werksters bevat maakt de koekoekshommel waarschijnlijk geen kans. Als de koekoekshommel erin slaagt om eieren af te zetten in een jong nest -waarbij de werksters nog als larve leven- worden de eieren door de werksters van de geparasiteerde soort grootgebracht. Om te voorkomen dat de koekoekshommel als vijand wordt herkend wrijft de hommel met het lichaam langs de nestwanden om zo de nestgeur aan te nemen en eventuele andere bewoners te misleiden.
De grote koekoekshommel gebruikt voornamelijk de nesten van de aardhommel (Bombus terrestris) maar ook andere grotere soorten hommels worden wel geparasiteerd. Hiervoor doodt de grote koekoekshommel de koningin van het volk dat oorspronkelijk het nest bewoonde. De koekoekshommel kan zelf geen bijenwas aanmaken maar gebruikt de was die in de eierkapsels zit van de oorspronkelijke koningin.
Het vrouwtje ontwaakt in het voorjaar in april en de hommels zijn te zien van juli tot september. De mannetjes vliegen van eind mei tot begin juni. Waardplanten voor de mannetjes van de grote koekoekshommel zijn witte klaver, vogelwikke en knoopkruid. Het vrouwtje voedt zich echter met nectar van de dovenetel, wilg, sleedoorn en paardenbloem.